# Rogerius
Rogerius (węg. Rogériusz) – dzielnica Oradei. Nazwę wzięła od Rogeriusa z Apulii, arcybiskupa oradejskiego w latach 1249–1266. Rogerius leży przy drodze międzynarodowej E60, na północnym zachodzie miasta, w pobliżu przygranicznego miasteczka Borș. Do dzielnicy najłatwiej dostać się miejskimi tramwajami.